# Ligue d'émancipation du peuple japonais
La ligue d'émancipation du peuple japonais est une organisation de résistance composée de Japonais et active contre l'empire du Japon en Chine communiste durant la Seconde Guerre sino-japonaise.

## Histoire
En 1944, la ligue est établie à Yan'an sur suggestion de Sanzō Nosaka et est d'abord composée de prisonniers japonais convertis à la cause chinoise. Mao Zedong, Zhu De, Nosaka (sous le nom de Susumu Okano), et d'autres chefs du Parti communiste chinois participent à l'assemblée inaugurale. Zhu De considère la fondation de la ligue comme le point de départ d'une nouvelle relation sino-japonaise, prédisant que quand la ligue parviendra à établir un « gouvernement du peuple » au Japon, la Chine et le Japon deviendront « des amis réciproques et véritables ».
Les prisonniers japonais ont le choix entre rester dans la région frontalière ou retourner dans leur armée. Ceux qui choisissent de rentrer ont droit à une fête d'adieu et reçoivent des guides et de l'argent pour le voyage. Ceux qui restent sont invités à rejoindre la ligue. Sur les 3 000 déserteurs ou prisonniers capturés par les communistes chinois depuis le début de la guerre jusqu'à mi-1944, seuls 325 avaient décidé de rester avec l'armée de la 8e route. La ligue a un programme en trois points : opposition à la guerre, renversement des militaristes et établissement du gouvernement populaire démocratique dans le Japon d'après-guerre. Elle prévoit d'influencer le caractère du développement du Japon d'après-guerre. La ligue n'aspire cependant pas à devenir elle-même le futur gouvernement, et désire simplement être l'organisation qui représente tous les Japonais qui s'opposent aux ambitions de la caste militaire. Elle est ouverte aux communistes, non-communistes, et anti-communistes. La seule chose requise pour y entrer est « d'être en accord avec le programme de fin de guerre, le renversement des militaristes, et l'établissement d'un Japon démocratique avec des conditions avantageuses pour les fermiers, les ouvriers, et les petits commerçants  »,, ».
John K. Emmerson (en) déclare que les principes de la ligue sont démocratiques et sans affiliation avec le Parti communiste. Cependant, la ligue est désignée par les États-Unis comme une organisation communiste. En 1957, le sénat américain révèle qu'Emmerson a demandé aux États-Unis d'utiliser la ligue pour une « large diffusion des idées démocratiques »,.
Un article du magazine Life du 18 décembre 1944, intitulé Depuis le cœur isolé de la Chine Rouge, récit de la résistance communiste de Yan'an contre les Japonais impitoyables par Teddy White, rapporte que la ligue compte plus de 300 membres actifs. John K. Emmerson rapporte le 7 novembre 1944 que la ligue compte 450 prisonniers japonais dans le Nord et le centre de la Chine.
L'armée impériale japonaise envoie une demi-douzaines d'assassins dans la région de Yan'an pour empoisonner Sanzō Nosaka et perturber les activités de la ligues. Six espions sont envoyés par les services secrets japonais pour infiltrer l'armée communiste et détruire la ligue de l'intérieur,.

## Membres
- Shigeo Tsutsui (en)
- Sanzō Nosaka